# Loriquet harnaché
Trichoglossus capistratus
Espèce
Statut de conservation UICN

 LC  : Préoccupation mineure
Statut CITES
Le Loriquet harnaché (Trichoglossus capistratus), Loriquet d'Edward ou Loriquet casqué, est une espèce d'oiseau de la famille des Psittacidae.
Cet oiseau peuple les îles de Timor, Sumba et Wetar en Indonésie.